# 巴士奇遇結良緣 (1966年電影)
《巴士奇遇結良緣》，是1966年上映的香港時裝愛情喜劇電影，由李應源執導及編劇，朱江、丁瑩等主演。

## 故事大綱
年青男女袁大衛（朱江飾）與黃慧玲（丁瑩飾）於巴士邂逅，大衛讓座予玲時，因巴士顛簸，玲意外地在大衛臉上留下一個唇印，彼此留下印象。大衛在同事鼓勵下重返上落車處等待玲，終再與玲相遇，二人開始交往。玲欲試探大衛對自己的感情，經過一輪波折與誤會後，兩人和好，同時發現玲的單身母親（余美華飾）及大衛的單身父親（周吉飾）早已認識，並也墮入愛河。

## 演員表
| 演員   | 角色   | 備註                                       |
| ------ | ------ | ------------------------------------------ |
| 朱江   | 袁大衛 | 洋行職員                                   |
| 丁瑩   | 黃慧玲 | [ 1 ]                                      |
| 余美華 | 陳美施 | 黃慧玲之母，早年被丈夫拋棄，與女兒相依為命 |
| 周吉   | 袁國華 | 袁大衛之父，早年喪偶                       |
| 羅蘭   | 黃秀鳳 | 黃慧玲家之傭人                             |
| 俞明   | 張福全 | 黃秀鳳之未婚夫                             |
| 鄭君綿 | 周維新 | 袁大衛的同事                               |
| 李克   | 何值基 | 袁大衛的同事                               |

## 外部連結
- 香港影庫上《巴士奇遇結良緣》的資料（繁體中文）
- 豆瓣电影上《巴士奇遇結良緣》的資料 （简体中文）